# Karashi (moutarde)
Pour les articles homonymes, voir Karashi.
Le karashi (からし/芥子/辛子), du chinois : 芥子 ; pinyin : jièzǐ ; litt. « graine de moutarde », en coréen : 연겨자 (겨자醬), yeongyeoja  est un type de moutarde utilisé comme condiment ou assaisonnement, principalement dans la cuisine japonaise et la cuisine coréenne.
Le karashi est fabriqué à partir de graines écrasées de Brassica juncea, aussi appelée « moutarde brune » ou « moutarde chinoise ». Il est généralement vendu en poudre ou sous forme de pâte en tube. Ce condiment est proche de la moutarde européenne, mais beaucoup plus fort. Les feuilles de cette plante sont davantage utilisées que ses graines dans la cuisine chinoise et la cuisine vietnamienne. Elles sont également utilisées dans les cuisines coréenne, indienne, japonaise, malgache ou réunionnaise.